# Стабілізатор напруги

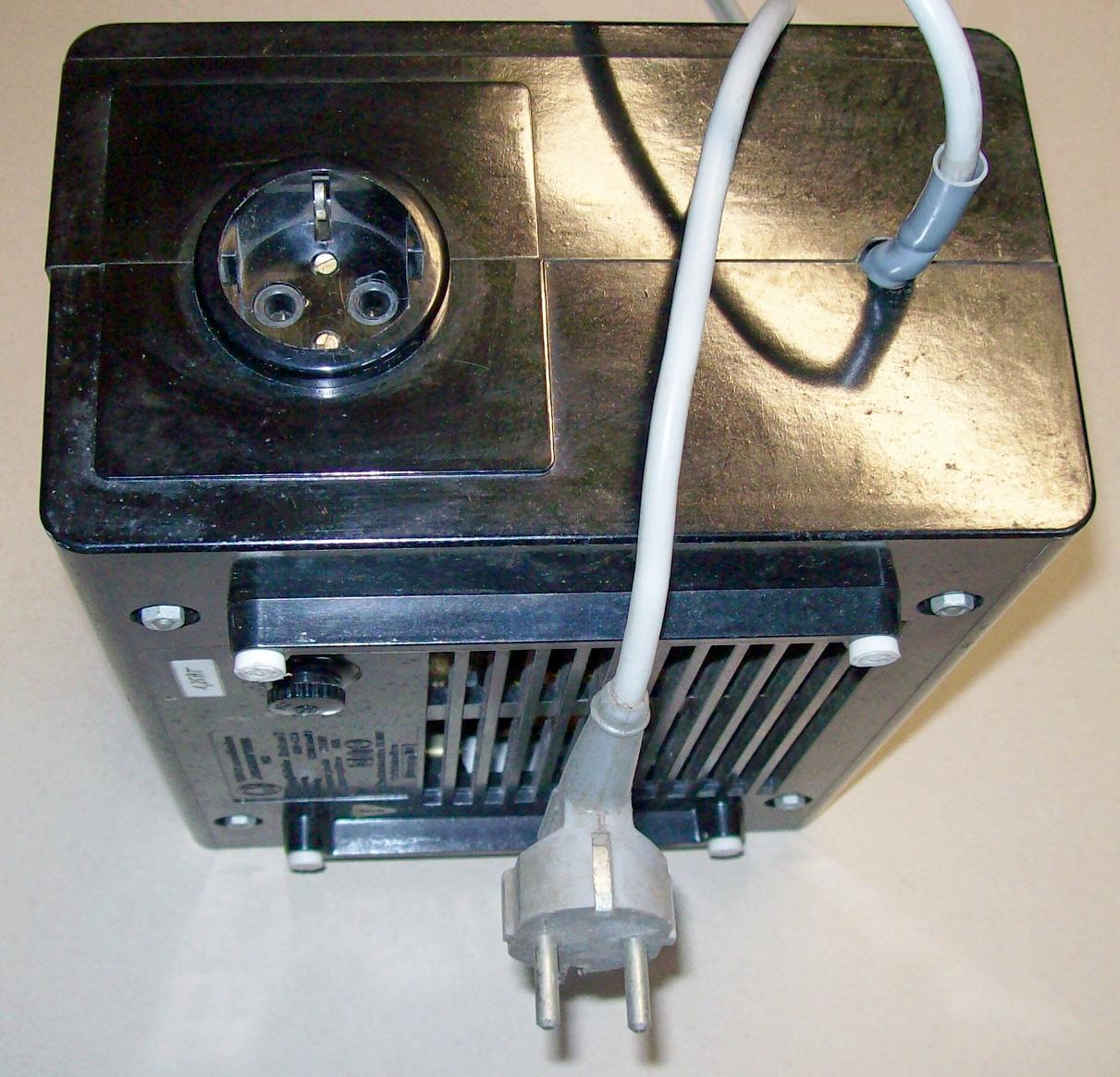
Магнітний стабілізатор напруги змінного струму

Стабіліза́тор напру́ги — перетворювач електричної енергії, що дозволяє отримати на виході напругу, яка знаходиться в заданих межах, при значних коливаннях вхідної напруги і опору навантаження.
За типом вихідної напруги стабілізатори діляться на стабілізатори постійної напруги і стабілізатори змінної напруги. Як правило, вид вихідної напруги (постійна чи змінна) є такою ж, як і вид вхідної напруги, хоча можливі виключення.

## Стабілізатори змінної напруги

### Симісторний стабілізатор напруги
Симісторний стабілізатор напруги забезпечує стабільну вихідну змінну напругу, при нестабільній вхідній змінній напрузі. 
Симісторний стабілізатор напруги, як і релейний, містить у своєму складі автотрансформатор, але комутація відводів автотрансформатора здійснюється за допомогою силових напівпровідникових ключів — симісторів. На відміну від електромеханічних перемикачів, — силових реле, — симістори здійснюють більш швидку електронну комутацію, що усуває неприємні перехідні процеси, які присутні при механічній комутації, та підвищує надійність пристрою
Завдяки високій швидкодії симісторів, з'явилась можливість здійснювати перемикання відводів трансформатора у моменти переходу напруги через нуль, що реалізовано у деяких моделях симісторних стабілізаторів. Завдяки цьому не створюються електромагнітні завади, які б могли виникати, якщо б момент комутації відбувався в інші моменти часу.

## Лінійний стабілізатор напруги

Схема простого послідовного параметричного стабілізатора напруги

Лінійний стабілізатор напруги являє собою дільник напруги, на вхід якого подається вхідна (нестабільна) напруга, а вихідна (стабілізована) напруга знімається з нижнього плеча дільника. Стабілізація здійснюється шляхом зміни опору одного з плечей дільника: опір постійно підтримується таким, щоб напруга на виході стабілізатора знаходилося в установлених межах. При великому відношенні величин вхідної і вихідної напруг лінійний стабілізатор має низький ККД, так як більша частина потужності Pрасс = (Uin — U out) * I t розсіюється у вигляді тепла на регулюючому елементі. Тому регулюючий елемент повинен мати можливість розсіювати достатню потужність, тобто повинен бути встановлений на радіатор потрібної площі або ж розміщений в корпусі з достатньою тепловіддачею. Перевага лінійного стабілізатора — простота, відсутність перешкод і невелика кількість використовуваних деталей.
В залежності від розташування елемента із змінним опором лінійні стабілізатори діляться на два типи:
- послідовний: регулюючий елемент включений послідовно з навантаженням;
- паралельний: регулюючий елемент включений паралельно навантаженню.

Залежно від способу стабілізації:
- параметричний: в такому стабілізаторі використовується ділянка ВАХ приладу, який має велику крутизну;
- компенсаційний: має зворотній зв'язок. У ньому напруга на виході стабілізатора порівнюється з еталонною і з різниці між ними формується керуючий сигнал для регулюючого елемента.

## Параметричний стабілізатор напруги
Найпростіша схема параметричного стабілізатора напруги паралельного типу приведена на рисунку справа.
Схема містить баластний резистор Rб і стабілітрон VD1, що включається паралельно навантаженню Rн (тобто це стабілізатор паралельного типу), з метою зниження пульсацій вихідної напруги, при коливаннях струму в навантаженні, у схему може включатися фільтрувальний конденсатор Cф. Принцип роботи параметричного стабілізатора добре видно при розгляді навантажувальних характеристик, представлених на вольт-амперній характеристиці стабілітрона. Тут кут нахилу прямої (α) визначається опором баластного резистора Rб (tgα = 1 / Rбtg⁡α = 1 / Rб). Точка перетину даної прямої з віссю напруг визначається заданою напругою на вході стабілізатора Uвх, а точка перетину з ВАХ стабілітрона характеризує поточний режим роботи цього приладу (Iст, Uст = Uвих).
Вихідна напруга стабілізатора (Uвих), а також струм стабілітрона (Iст) визначаються положенням точки перетину навантажувальної прямої резистора і ВАХ стабілітрона. Якщо значення вхідної напруги зміниться (наприклад, збільшиться), то зміниться і розміщення навантажувальної прямої, а робоча точка стабілітрона зміститься в бік великих струмів. При цьому очевидно, що напруга на стабілітроні (відповідно, і на навантаженні) залишиться практично незмінним (тобто відбувається його стабілізація на рівні, визначеному типом конкретного застосовуваного стабілітрона). Наведені викладки зроблені в припущенні, що Rн " Rб і Iб ≈ Iст. Зі зменшенням Rн істотна частина струму стабілітрона буде відгалужується в навантаження (Іб = Iст + Iн).
З проведеного аналізу випливає, що режим роботи стабілітрона (положення робочої точки на ВАХ приладу) визначається значенням вхідної напруги Uвх і опором баластного резистора Rб. Оптимальний вибір цього резистора (для забезпечення найкращої стабілізації вихідної напруги при коливаннях вхідної напруги) можливий тільки при врахуванні характеру навантаження (постійна, змінна) і величини протікаючого через неї струму (і можливого діапазону його зміни).
Більш глибокий аналіз даного параметричного стабілізатора дозволяє отримати наступні вирази для коефіцієнта стабілізації Kст і для розрахунку оптимальної величини баластного опору Rб:
де: rст — диференціальний опір стабілітрона; δUвих — граничне відносне відхилення вхідної напруги від його середнього значення,%.
Конкретне значення вихідної стабілізованої напруги визначається типовим номіналом застосовуваного стабілітрона. При виборі стабілітрона слід враховувати і такий параметр, як максимально допустимий струм стабілізації (Iст max). При змінному характері навантаження може знадобитися досить великий запас по цьому значенню. Якщо напруга стабілізації мало (1 … 3 В), замість стабілітронів повинні застосовуватися стабістори.

## Інтегральний стабілізатор напруги

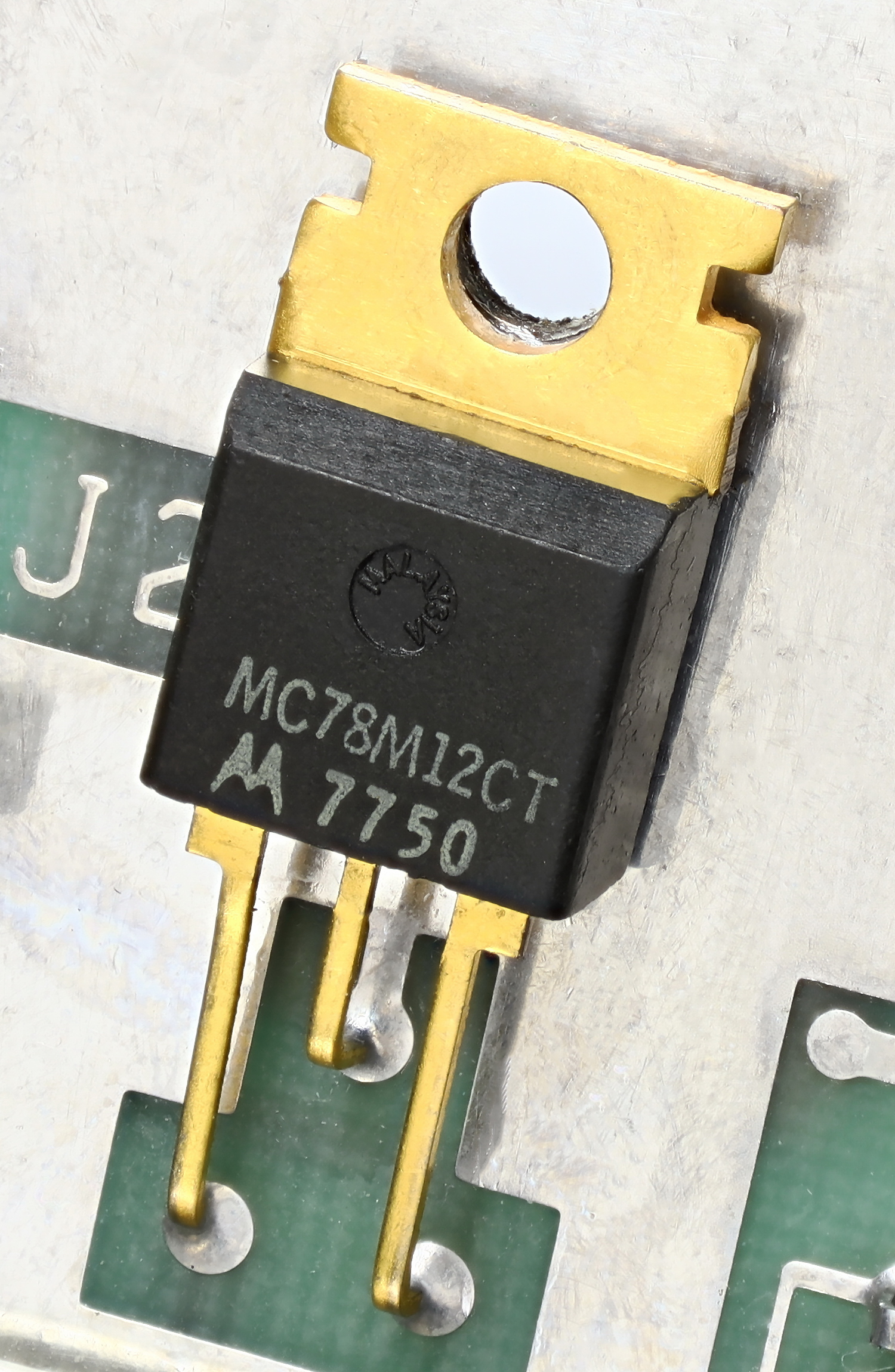
Популярна 3-пінова мікросхема MC7812 на +12 В

Інтегральний стабілізатор напруги — мікросхема компенсаційного стабілізатора напруги, в якій стабілізація здійснюється внаслідок впливу зміни вихідної напруги [струму] на його регулювальний пристрій через коло зворотного зв'язку.
Класичним прикладом таких мікросхем є серія LM78xx. Першим трививідним стабілізатором була мікросхема LM109, розроблена американським інженером Робертом Відларом (1970).

## LDO-регулятор

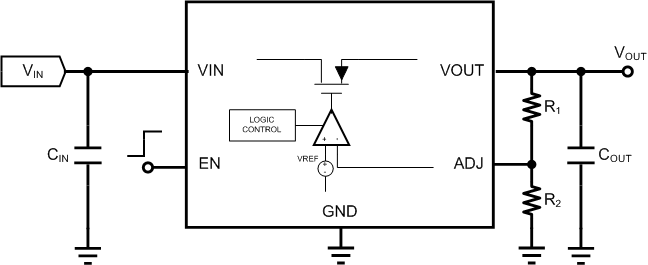
Схема LDO-стабілізатора

Стабілізатор з малим падінням напруги (англ. Low-dropout regulator) або LDO-регулятор — стабілізатор лінійної напруги, який може працювати з дуже невеликою різницею між вхідною і вихідною напругами. Перевагами низького падіння напруги є:
- нижча мінімальна робоча напруга,
- більший коефіцієнт корисної дії,
- нижча розсіювана потужність.